# Niels Heering
Niels Heering (født 7. februar 1955 i København) er en dansk advokat og erhvervsmand.
Heering er uddannet cand.jur. i 1981 og har virket som advokat siden 1984. Han blev ansat i Gorrissen Federspiel 1981 og blev managing partner samme sted 2003.
Han er bestyrelsesformand for ejendomsvirksomheden Jeudan, Helgstrand Dressage, NTR Holding og NTR Invest, Civilingeniør N.T. Rasmussens Fond, Ellos A/S, EQT Partners A/S, Nesdu as, Stæhr Holding A/S og Stæhr Invest II A/S og blev i 2010 på Karsten Rees initiativ ny bestyrelsesformand for Amagerbanken efter N.E. Nielsen. Han har tidligere været næstformand i telekoncernen TDC.
Han er tillige næstformand for bestyrelsen i 15. juni Fonden og medlem af bestyrelsen for Henning Stæhr A/S, J. Lauritzen A/S, Lise og Valdemar Kählers Fond, Mathiesen Holding A/S, Ole Mathiesen A/S, Plaza Ure & Smykker A/S og Scandinavian Private Equity Partners A/S.
Heering blev i 2008 udpeget af Nationalbanken som bestyrelsesmedlem i Roskilde Bank for at rydde op efter den kollapsede bank.